# John Michell
John Michell (1724 – 1793) er kendt som grundlæggeren af seismologi. 
Michells opdagelse var, at man kunne finde et jordskælvs epicenter (der hvor jordskælvet starter i overfladen) ved at måle tiden mellem jordskælvets bølger fra forskellige punkter.